# William Sublette
William Lewis Sublette (Stanford, 21 de setembro de 1799 - St. Louis, 23 de julho de 1845) foi um caçador e comerciante de peles dos Estados Unidos, um dos mountain men pioneiros. Era um dos cinco irmãos Sublette, proeminentes no comércio de peles no Oeste (os outros eram William, Milton, Andrew, Pinkney e Salomon).
William foi contratado por William Henry Ashley como parte de um contingente de caçadores conhecidos depois como os Cem de Ashley («Ashley's Hundred»). Sublette posteriormente adquiriu o negócio de peles de Ashley, juntamente com Jedediah Smith e David Edward Jackson. O seu irmão Milton foi um dos cinco homens que compraram o investimento do seu irmão e sócios na «Rocky Mountain Fur Company» (Companhia de Peles das Montanhas Rochosas).
Em 1832 William Sublette foi ferido na batalha de Pierre's Hole, no Idaho. Após alguns incidentes em aventuras comerciais com as peles, por fim estabeleceu-se em Saint Louis.
A cidade de Sublette, no estado do Kansas, tem o seu nome em homenagem a William Sublette.